# Adobe Flash Player
Adobe Flash Player a fost un program software de vizualizare a conținutului creat în platforma Adobe Flash, cât și a diverselor materiale multimedia. A fost lansat în 1996 și a fost închis pe data de 31 decembrie 2020.